# ژولی قهوه‌ای
ژولی قهوه‌ای (نام علمی: Julidochromis dickfeldi) گونه ای از سیچلایدها و بومی دریاچه تانگانیکا در آفریقا است که فقط در بخش جنوب غربی دریاچه شناخته شده است. این گونه در مناطقی با بسترهای سنگ و قلوه‌سنگ زندگی می‌کند، هر ماهی قلمرویی را در اطراف شکاف سنگها برای خود انتخاب می‌کند. این گونه تا ۱۱ سانتیمتر (۴٫۳ اینچ) TL رشد می‌کند.

## ریشه‌شناسی
این گونه به افتخار ماهی‌دار آلمانی آلف دیکفلد نامگذاری شده است.